# الحلم القاتل (فلم 1986)
الحلم القاتل  فيلم جريمة وإثارة عن قصة كتبها وأخرجها عادل الأعصر عام 1986. كتب السيناريو والحوار عاطف بشاي، والفيلم من بطولة إلهام شاهين، يوسف شعبان، محمود مسعود، راندا، صبري عبدالمنعم، مدحت مرسي. تدور أحداث الفيلم حول الشاب رامي حديث التخرج والابن الوحيد لأرملة ثرية وصداقته للشابة الجميلة ناني التي ترسم خطة مع عشيقها "البرنس" للسيطرة على الشاب ثم دفعه لقتل أمه.
صدر الفيلم إلى دور العرض المصرية في 7 يونيو 1986.
منح موقع قاعدة بيانات الأفلام العربية "السينما.كوم" الفيلم درجة 6.3/ 10.

## طاقم التمثيل
- إلهام شاهين: في دور ناني إبراهيم (السكرتيرة الجميلة)
- يوسف شعبان: في دور أدهم البرنس (المحتال والميكانيكي سابقاً)
- محمود مسعود: في دور رامي (خريج الجامعة المستهتر)
- راندا: في دور ميمي (ابنة خالة رامي)
- صبري عبد المنعم: في دور كمال (وكيل النيابة)
- مدحت مرسي: في دور رمزي كاظم (الطبيب النفساني)
- فتحية شاهين: في دور أم رامي (الأرملة الثرية)
- حمدي يوسف:[8] في دور صديق والد رامي

بالاشتراك مع: جمال صالح – إيناس شلبي – رشوان مصطفى – وسيلة حسين – سامية محسن.

## أحداث الفيلم
يعيش رامي (محمود مسعود)، المتخرج حديثاً من الجامعة، حياة اللهو وعدم تحمل المسئولية، فهو يعيش مع والدته (فتحية شاهين) بعد موت أبيه، وتهيمن أمه على حياته، حتى أنها اختارت خطيبته، وهى إبنة خالته ميمي (راندا)، كما أنه ينفق ببذخ أنفاق من لا يخشى الفقر. أرادت فتحية أن يتحمل ابنها رامي مسئولية مستقبله فطلبت من (حمدي يوسف)، صديق زوجها الراحل، أن يعينه بشركة المقاولات التي يعمل بها، حتى يتخلى عن حياة اللهو ويبنى مستقبله، ولكنه أخذ الأمور بإستهتار، وتعرف على السكرتيرة الجميلة ناني إبراهيم (إلهام شاهين) وهى فتاة فقيرة لا أسرة لها ولكنها لم تخبره بذلك، وعندما علمت بثراءه، بدأت تتقرب منه وانجذب رامي لها وأهمل خطيبته ميمي. تعرفت ناني على المحتال أدهم البرنس (يوسف شعبان)، الميكانيكي سابقا، والذي قادها للاشتراك معه في عمليات احتيال وسرقة، وهكذا استقالت ناني من وظيفتها، وتفرغت للسرقة مع أدهم وأقامت معه وأصبحت عشيقته. عندما علم أدهم بثراء والدة رامي، قام بوضع خطة لناني للإيقاع برامي في حبها، ثم التخلص من أمه ليرثها. نجحت ناني في الإيقاع بين رامي وخطيبته ميمي، والتي فسخت خطبتها به، وحاول أدهم إقناع رامي بقتل والدته بعد أن أمده بجرعة كبيرة من الهيروين، ولكن رامي رفض بشدة، وعاد لبيته مخدرا ونام وحلم بأنه يخدر أمه ثم يطعنها في صدرها بسكين. استيقظ رامي ليكتشف أن أمه قد قتلت بالفعل، وبنفس الطريقة التي حلم بها، فظن أنه هو القاتل. قبض على رامي واعترف بقتل أمه، ولكن وكيل النيابة كمال (صبري عبد المنعم) لاحظ اضطراب وعدم اتزان رامي، فأحاله للطبيب النفسي، الذي قرر أنه كان واقعا تحت تأثير مخدر قوي وأنه غير مسؤول عن الجريمة. أطلق سراح رامي ولكنه لم يقتنع ببرائته، وساءت حالته النفسية، وقابله صديق والده ونصحه بالذهاب للدكتور النفساني رمزي كاظم (مدحت مرسي) الذي حاول علاجه، حتى سمع رامي حديثاً بين أدهم وناني وأكتشف أن أدهم هو قاتل أمه بمشاركة ناني. راح رامي يسعى للإنتقام بينما أسرف أدهم في تعاكي المخدرات ونضبت موارده، فطلب من ناني أن تعمل راقصة، ثم دب الخلاف بينهم. قامت ناني بقتل أدهم أثناء نومه وعندما أكتشف رامي، لم يشفي ذلك غليله، وأخذ في البحث عن ناني لقتلها، بعد أن أبلغ طبيبه النفسي بكل شيء، فقام الطبيب بدوره بإبلاغ الشرطة عن محاولة قتل ناني، دون الإفصاح عن اسم القاتل. تمكن رامي من العثور على ناني في ملهى للرقص، وحاول خنقها ولكنه أكتشف أنها شبيهة ناني، وأن الشرطة قد أعدت كمينا للقبض عليه بعد أن قبض على ناني.

## وصلات خارجية
- مقالات تستعمل روابط فنية بلا صلة مع ويكي بيانات
- الحلم القاتل على موقع الدهليز